# Frankfurter Hof (Falkenstein)

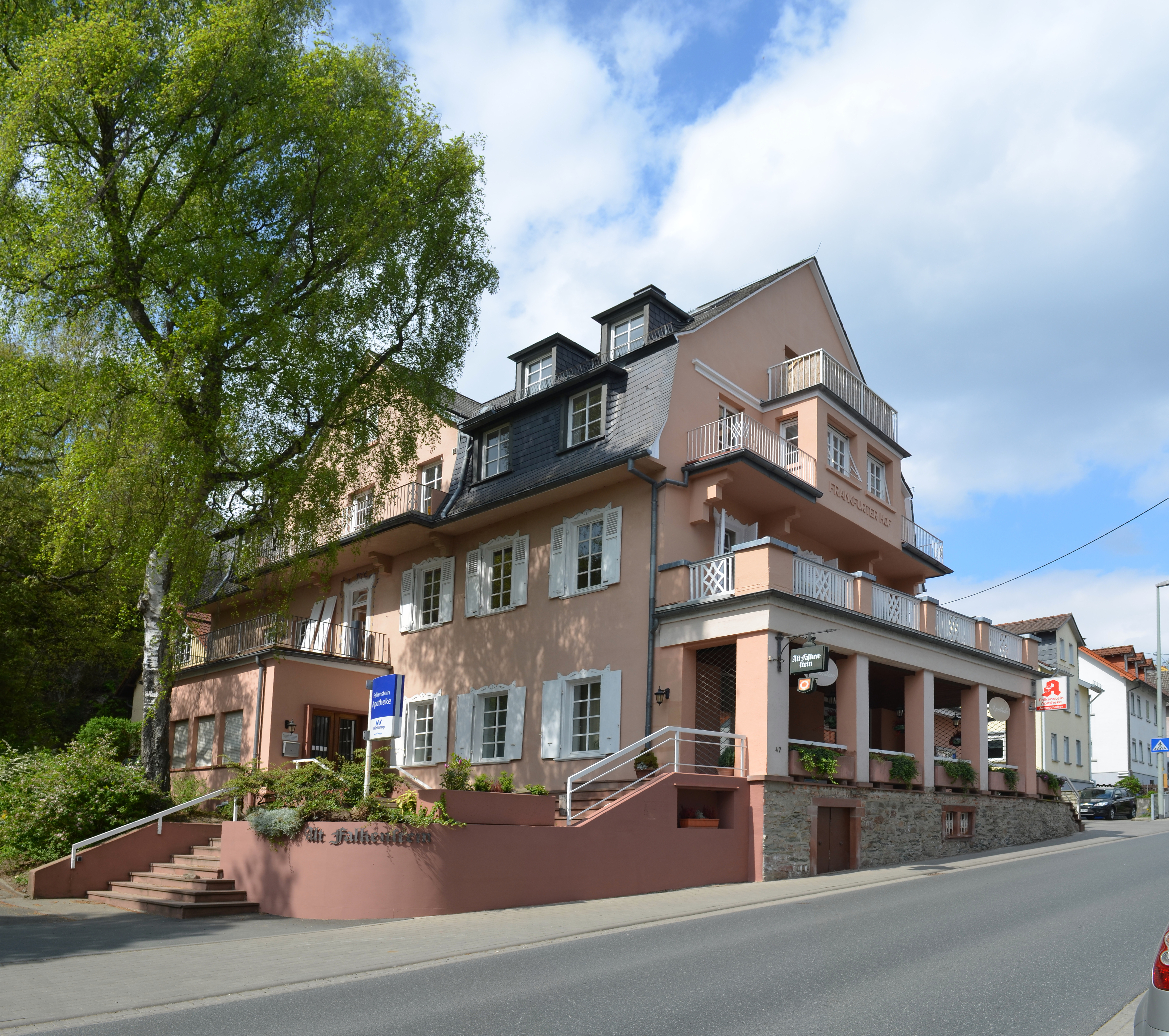
Ehemaliges Hotel "Frankfurter Hof"

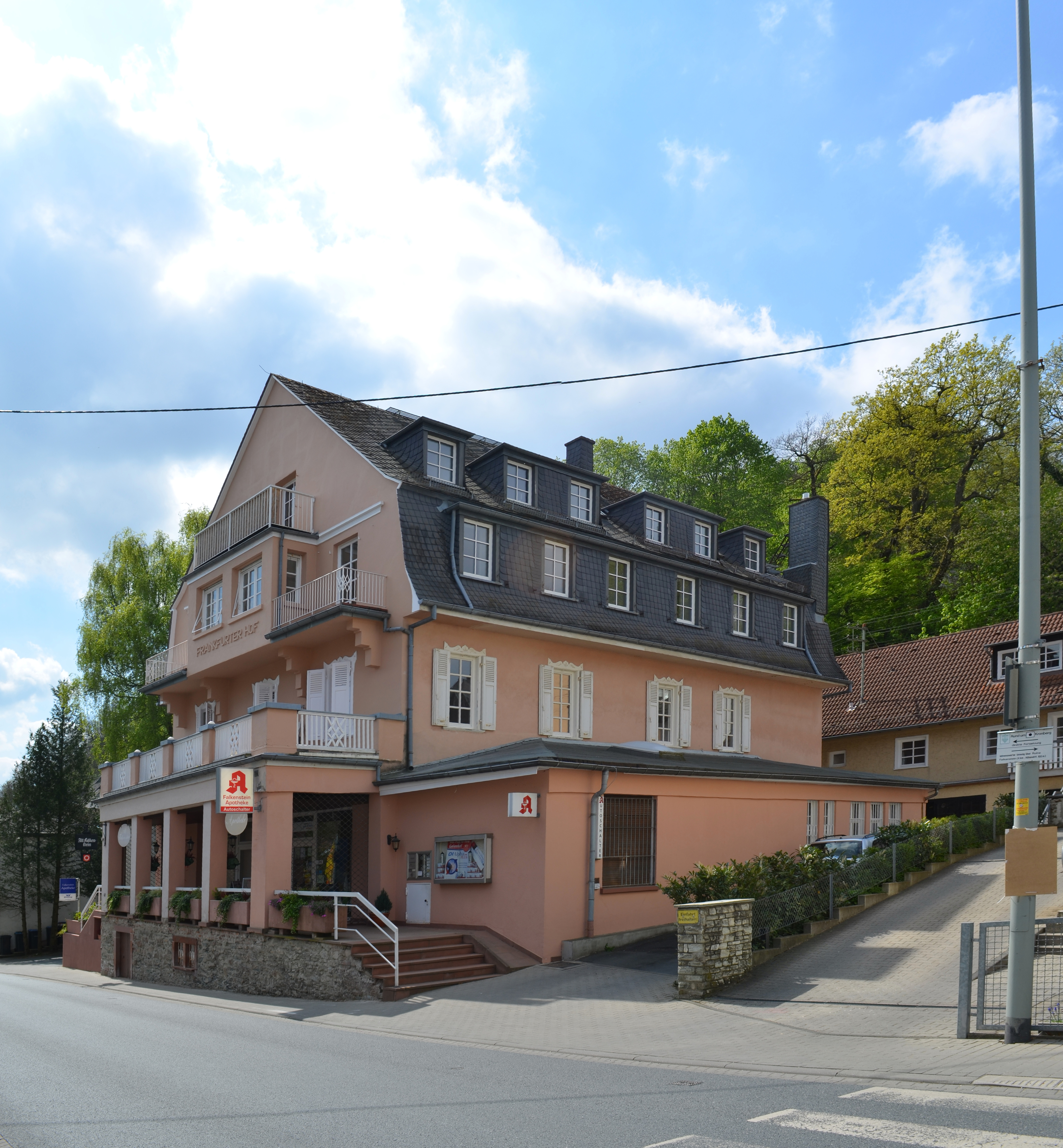
Ehemaliges Hotel "Frankfurter Hof"

Der Frankfurter Hof war ein Hotel in Falkenstein im Taunus. Das unter Denkmalschutz stehende Gebäude mit Adresse Alt-Falkenstein 47 war in der Zeit des Nationalsozialismus Zufluchtstätte für Verfolgte der NS-Regimes im Rahmen des Rest Home Projekts.

## Das Gebäude
1784 wird ein Gasthof an der Stelle des heutigen Gebäudes erwähnt. 1887 bis 1893 wurde das bestehende einstöckige Haus durch Ausbauten und Aufstockung in Fachwerkbauweise zu einem stattlichen Hotel mit Café umgebaut. Es erhielt eine axial durchfensterte Fassade, ein abgewalmtes Dach, einen alpenländischen Giebel und eine Holzveranda parallel zur Straße.
1927 wurde das Haus in seinen heutigen Zustand umgebaut. Es präsentierte sich nun durchgehend verputzt unter einem Mansardgiebeldach. Die An- und Ausbauten wurden nur in Massivbauweise ausgeführt. Giebelseitig entstand eine steinerne verglaste Veranda mit darüber liegendem Balkon und an der Südseite eine kleine abgerundete Terrasse mit Freitreppe.
In den 1970er Jahren erfolgte der Umbau zum Wohnhaus mit Arztpraxen und Apotheke.

## Geschichte
Seit den 1870er Jahren entwickelt sich Falkenstein zum Tourismus-Ziel. Es war Sommerfrische für Besucher aus dem Rhein-Main-Gebiet (Falkenstein ist heute noch Heilklimatischer Kurort) und war durch die Kleinbahn AG Höchst-Königstein erreichbar. Der Frankfurter Hof, im Zentrum des Ortes an der Hauptverkehrsstraße gelegen, entwickelte sich zum "ersten Haus am Platze".
Mit dem Beginn des Ersten Weltkriegs brach der Tourismus zusammen. Auch in der Weimarer Republik erreichte dieser Geschäftszweig nicht mehr die Bedeutung, die er in der Vorkriegszeit hatte.
1933 entschied sich der Besitzer des Hotels, Jean Schmitt, im Durchschnitt 5 bis 6 Zimmer im Haus an das Rest Home Projekt zu vermieten. Es handelte sich um eine Initiative der Quäker zur Betreuung von aus den KZs entlassenen Gegnern des Nationalsozialismus. Insgesamt wurden so knapp 800 Personen beherbergt. 1939 musste die Einrichtung geschlossen werden.
In den 1970er Jahren war eine touristische Nutzung nicht mehr kostendeckend, da der Taunustourismus durch den Ferntourismus abgelöst wurde. Das Hotel wurde zum Wohnhaus mit Arztpraxen und Apotheke umgebaut und wird heute noch so genutzt.
Koordinaten: 50° 11′ 31,2″ N, 8° 28′ 41,6″ O